# شزندرة كبيرة الزهرة
شزندرة كبيرة الزهرة (الاسم العلمي:Schisandra grandiflora) هي نوع نباتي يتبع جنس الشزندرة من فصيلة الشزندرية.